# Campylocera marmorata
Campylocera marmorata är en tvåvingeart som beskrevs av Günther Enderlein 1912. Campylocera marmorata ingår i släktet Campylocera och familjen Pyrgotidae.
Artens utbredningsområde är Madagaskar. Inga underarter finns listade i Catalogue of Life.